# 国際法定計量機関
国際法定計量機関（こくさいほうていけいりょうきかん、OIML:International Organization of Legal Metrology) は、加盟政府間にて結ばれたOIML条約（国際法定計量機関を設立するための条約、Convention Establishing An International Organization of Legal Metrology）の条約組織として成立した国際的な法定計量機関である。
1955年に計量器の技術基準及び適合性評価の測定法手順の国際的な調和を促進するために、24ヶ国の参加を得てフランスで設立された。日本のOIML条約加盟は1961年。
日本では、産総研の計量標準総合センター 計量標準普及センター　国際計量室が主として対応しており、その活動は下記に詳しい。
- 国際法定計量機関(OIML)の組織と活動のあらまし 2022 産総研 計量標準総合センター 計量標準普及センター　国際計量室、全68ページ、2022年4月